# Wereldkampioenschappen schoonspringen 2003
De wereldkampioenschappen schoonspringen 2003 vonden plaats van 13 tot en met 29 juli 2003 in Barcelona, Spanje. Het door FINA georganiseerde toernooi maakte deel uit van de wereldkampioenschappen zwemsporten 2003.

## Medailles

### Mannen
| Onderdeel              | Goud                                       | Goud   | Zilver                                 | Zilver | Brons                                      | Brons  |
| ---------------------- | ------------------------------------------ | ------ | -------------------------------------- | ------ | ------------------------------------------ | ------ |
| Eenmeterplank          | Xiang Xu China                             | 431,94 | Wang Kenan China                       | 412,41 | Joona Puhakka Finland                      | 391,26 |
| Driemeterplank         | Aleksandr Dobroskok Rusland                | 788,37 | Peng Bo China                          | 780,84 | Dmitri Saoetin Rusland                     | 776,64 |
| Tienmetertoren         | Alexandre Despatie Canada                  | 716,91 | Mathew Helm Australië                  | 697,74 | Tian Liang China                           | 696,06 |
| Driemeterplank synchro | Rusland Aleksandr Dobroskok Dmitri Saoetin | 369,18 | China Wang Tianling Wang Feng          | 343,29 | Duitsland Tobias Schellenberg Andreas Wels | 334,44 |
| Tienmetertoren synchro | Australië Mathew Helm Robert Newbery       | 384,60 | Oekraïne Roman Volodkov Anton Zakharov | 372,60 | China Tian Liang Hu Jia                    | 367,14 |

### Vrouwen
| Onderdeel              | Goud                         | Goud   | Zilver                               | Zilver | Brons                                            | Brons  |
| ---------------------- | ---------------------------- | ------ | ------------------------------------ | ------ | ------------------------------------------------ | ------ |
| Eenmeterplank          | Irina Lasjko Australië       | 299,97 | Conny Schmalfuss Duitsland           | 296,13 | Blythe Hartley Canada                            | 291,33 |
| Driemeterplank         | Guo Jingjing China           | 617,94 | Yuliya Pakhalina Rusland             | 611,58 | Wu Minxia China                                  | 589,80 |
| Tienmetertoren         | Émilie Heymans Canada        | 597,45 | Lao Lishi China                      | 595,56 | Li Na China                                      | 563,43 |
| Driemeterplank synchro | China Guo Jingjing Minxia Wu | 357,30 | Rusland Vera Ilyina Yuliya Pakhalina | 321,24 | Mexico Paola Espinosa Laura Sánchez              | 299,64 |
| Tienmetertoren synchro | China Lao Lishi Li Ting      | 344,58 | Australië Lynda Dackiw Loudy Tourky  | 323,34 | Rusland Evgenya Olshevskaya Svetlana Timoshinina | 300,12 |

### Medaillespiegel
| Plaats | Land      | Goud | Zilver | Brons | Totaal |
| 1      | China     | 4    | 4      | 4     | 12     |
| 2      | Rusland   | 2    | 2      | 2     | 6      |
| 3      | Australië | 2    | 2      | 0     | 4      |
| 4      | Canada    | 2    | 0      | 1     | 3      |
| 5      | Duitsland | 0    | 1      | 1     | 2      |
| 6      | Oekraïne  | 0    | 1      | 0     | 1      |
| 7      | Finland   | 0    | 0      | 1     | 1      |
| 7      | Mexico    | 0    | 0      | 1     | 1      |
| Totaal | Totaal    | 10   | 10     | 10    | 30     |

Belgrado 1973 · 
Cali 1975 · 
West-Berlijn 1978 · 
Guayaquil 1982 · 
Madrid 1986 · 
Perth 1991 · 
Rome 1994 · 
Perth 1998 · 
Fukuoka 2001 · 
Barcelona 2003 · 
Montréal 2005 · 
Melbourne 2007 · 
Rome 2009 · 
Shanghai 2011 · 
Barcelona 2013 · 
Kazan 2015 · 
Boedapest 2017 · 
Gwangju 2019 · 
Boedapest 2022 · 
Fukuoka 2023 · 
Doha 2024